# Ophioderma leonis
Ophioderma leonis är en ormstjärneart som beskrevs av Döderlein 1910. Ophioderma leonis ingår i släktet Ophioderma och familjen Ophiodermatidae. Inga underarter finns listade i Catalogue of Life.